# وليد الأعظمي
وليد بن عبد الكريم العبيدي الأعظمي (1930-2004). أديب وشاعر وخطاط ومؤرخ وكاتب إسلامي مشهور ويعتبر من أعلام الإخوان المسلمين في العراق.
وصفه يوسف القرضاوي بقوله: هو «شاعر الشعب يشدو له حين يفرح، ويبكي حين يأسى، ويزأر من أجله حين يُظلم، ويصرخ صراخ الحارس اليقظ إذا أهدرت حقوقه، أو ديس في حماه، وشعبه هم المسلمون في كل مكان، عرباً كانوا أم عجماً، بيضاً كانوا أو سوداً، رجالاً كانوا أم نساء، وهو أيضاً شاعر الإسلام، وكل شاعر حقيقي للشعب، لابد أن يكون شاعراً للإسلام، فالإسلام هو دين الشعب ومنهجه الذي ارتضاه الله له، وارتضاه هو لنفسه بمقتضى عقد الإيمان».
وهو شاعر القصيدة الإسلامية الأول في العراق كما يقول د. بهجت عبد الغفور الحديثي.

## نسبه ونشأته
هو وليد بن عبد الكريم بن ملا إبراهيم كاكا بن مهدي بن صالح بن صافي العبيدي الأعظمي، ولد في حي الأعظمية عام 1348هـ /1930م، لأسرة عربية تنتمي لقبيلة العبيد العربية القحطانية الحميرية ونشأ في أسرته المسلمة المحافظة وفي بيئة دينية قريبة السكنى من جامع الامام أبو حنيفة النعمان. أكمل دراسته الابتدائية سنة 1943م. وكان محباً للسباحة منذ الصغر، ولم ينقطع عن السباحة في نهر دجلة حتى بلغ اثنين وستين عاماً، وذلك بسبب إصابته بكسر في عظم الحوض. حضر دروس الشيخ قاسم القيسي مفتي بغداد، كما حضر دروس الشيخ أمجد الزهاوي، وقد حضر جنازة الشاعر معروف الرصافي الذي دُفن في القسم الجنوبي من مقبرة الخيزران سنة 1945م.

## مشايخه
كان في شبابه يحرص على حضور دروس قاسم القيسي مفتي بغداد التي كان يلقيها على طلاب المدارس الدينية في «مسجد بشر الحنفي» في الأعظمية، وكذلك دروس تقي الدين الهلالي في مسجد ملا خطاب بالأعظمية، ودروس محمد القزلجي الكردي، ودروس عبد القادر الخطيب، ومجلس حمدي الأعظمي في منزله، ودروس أمجد الزهاوي في جامع الإمام الأعظم وجامع الدهان.

## من تلاميذه
كان لوليد الأعظمي الكثير من التلاميذ ومنهم:
- محمد أحمد الراشد.

## دراسته وإجازاته
تعلم فن التركيب في الخط العربي على يد الخطاط التركي الشهير ماجد بك الزهدي. وقد رافق الخطاط المشهور هاشم محمد البغدادي عشرين عاما وتعلم منه الكثير من فنون الخط العربي. ثم نال إجازة في الخط العربي من محمد طاهر الكردي المكي (خطاط مصحف مكة المكرمة)، كما نال إجازة في فن الخط العربي من الخطاط المصري الشهير محمد إبراهيم البرنس (خطاط المسجد الحرام بمكة). ونال إجازة الخط العربي من الشيخ أمين البخاري (خطاط كسوة الكعبة المشرفة).

## بداياته الشعرية
بدأ الشاعر وليد نظم الشعر وهو ابن خمسة عشر عاماً، وكان قبل ذلك بقليل ينظم الزجل والشعر الشعبي بلغة العوام، وكان خاله الأديب مولود أحمد الصالح يوجهه ويرعاه ويصحح له بعض الأوزان ويبدل بعض الكلمات.
وكانت أولى قصائده في رثاء الشاعر العراقي البارز معروف الرصافي في سنة 1945.
وفي سنة 1946م افتتحت جمعية الآداب الإسلامية فرعاً لها في حي الأعظمية فكان ينشر فيها بعض المقطوعات الشعرية بعد أن يراجعها ويصححها الأستاذ المصري محمود يوسف المدرس في دار المعلمين بالأعظمية، التي تحولت فيما بعد إلى جامعة صدام للعلوم الإسلامية والتي تغير اسمها إلى الجامعة العراقية كما تعرف حاليا 
ثم انطلق بعدها إلى الشعر حيث أصدر عدة دواوين شعرية كان أولها «ديوان الشعاع» الذي أصدره سنة 1959م وتتابعت بعد ذلك دواوينه.

## من مؤلفاته

### دواوين شعرية
1. ديوان (الشعاع) الذي نشر عام 1959م في بغداد، وقدّم له يوسف القرضاوي، ولم يأخذ حقه من الانتشار؛ لذلك يعد أقل دواوينه انتشارا وشهرة، بل بات في عداد الكتب النادرة.
2. ديوان الزوابع، نشر عام 1962م في بغداد، وكان الإهداء إلى سيد قطب تقديراً وحباً من الشاعر له، وهذا الديوان هو أوسع دواوين الشاعر انتشاراً، فقد طبع عشر مرات، وانتشر في العالم العربي والإسلامي، ومثّلت قصائده أناشيد حماسية يترنم بها الشباب في نواديهم واحتفالاتهم. وكتب مقدمته نعمان عبد الرزاق السامرائي، وقد أثار هذا الديوان ضجة في الأوساط الأدبية ببغداد؛ لأن الرقابة على النشر قامت بحذف بعضا من أبياته.[6]
3. ديوان أغاني المعركة، نشر عام 1966 في بيروت، قدم له نور الدين الواعظ.
4. ديوان (نفحات قلب) الذي نشر عام 1998م في بغداد، قدم له محسن عبد الحميد.
5. ديوان قصائد وبنود، نشر عام 2004م في بيروت؛ ضمن الأعمال الشعرية الكاملة.
6. قصيدة (أيها الراشد في أفكاره)، وهي آخر قصيدة نظمها وألقاها في الاحتفال الكبير بجامع الإمام الأعظم في بغداد، حيّا بها محمد أحمد الراشد، الذي عاد إلى الأعظمية بعد غياب قصري استمر سنوات، وكان ذلك عصر يوم الخميس 31/7/2003. وقد نشرت ضمن الأعمال الشعرية الكاملة عام 2004م.[3]
7. صدرت جميع دواوينه وأعماله الشعرية الكاملة مطبوعة في ديوان بمجلد واحد تحت عنوان (ديوان وليد الأعظمي، الأعمال الشعرية الكاملة) عن دار القلم بدمشق، وأشرف عليه الأديب عبد الله الطنطاوي وكتب مقدمته المستشار عبد الله العقيل وقد رآه المؤلف في مرضه الأخير وقبل وفاته بأسبوعين.

### مؤلفات نثرية
1. شاعر الإسلام (حسان بن ثابت) 1964م القاهرة.
2. المعجزات المحمدية 1970م بيروت.
3. ديوان العُشارى (تحقيق بالمشاركة) 1977م بغداد.
4. تراجم خطاطي بغداد المعاصرين 1977م بيروت.
5. الرسول في قلوب أصحابه 1979م بغداد.
6. مدرسة الإمام أبي حنيفة وتراجم شيوخها ومدرسيها - بغداد - مطبعة آفاق عربية 1985م.
7. ديوان الأخرس (تحقيق) 1985م بيروت.
8. الخمينية وريثة الحركات الحاقدة والأفكار الفاسدة، دار عمار للنشر والتوزيع - عمان، عام 1987.
9. السيف اليماني في نحر الأصفهاني صاحب الأغاني - 1988م القاهرة.
10. هجرة الخطاطين البغداديين (جزءان) 1989م بغداد.
11. شعراء الرسول 1990م بغداد.
12. تأريخ الأعظمية - مدينة الإمام الأعظم أبي حنيفة النعمان - 1999م بيروت.[7]
13. ديوان عبد الرحمن السويدي[8] (تحقيق بالمشاركة) 2000م بغداد.
14. أعيان الزمان وجيران النعمان في مقبرة الخيزران - 2001م بغداد.
15. ذكريات ومواقف - طبع بعد وفاته مع الأعمال النثرية الكاملة- 8 مجلدات.
16. رجال من قبيلة العبيد - طبع بعد وفاته مع الأعمال النثرية الكاملة- 8 مجلدات.
17. جمهرة الخطاطين البغداديين- مطبعة آفاق عربية - بغداد 1989م.
18. عقود الجمان في محاسن شعراء الزمان لابن الشعار الموصلي (تحقيق بالمشاركة) مخطوط، كتبه بقلمه الخطاط الشاعر وليد الأعظمي 20 من تموز 2000م.[9]
19. (سلسلة أبطال من الأنصار)
  1. حسان بن ثابت 1979م بغداد.
  2. كعب بن مالك الأنصاري 1979م بغداد.
  3. عبد الله بن رواحة الأنصاري 1979م بغداد.
  4. عباد بن بشر الأنصاري 1979م بغداد.
  5. قتادة بن النعمان الأنصاري 1979م بغداد.
  6. أبو لبابة الأنصاري 1979م بغداد.
  7. سعد بن معاذ الأنصاري 1979م بغداد.
  8. أسيد بن حضير الأنصاري 1979م بغداد.
  9. أبو طلحة الأنصاري 1979م بغداد.
  10. حارثة بن النعمان الأنصاري 1979م بغداد.
  11. عقبة بن عامر الأنصاري 1979م بغداد.
  12. أبو دجانة الأنصاري 1979م بغداد.

- ولم تمض سنوات قليلة على وفاة الأعظمي، حتى صدرت أعماله النثرية الكاملة في ثماني مجلدات قام على جمعها وترتيبها أيضاً الأديب عبد الله الطنطاوي ولقد ضمت جميع مؤلفاته النثرية.

## عمله وإنجازاته
- عضو مؤسس في الحزب الإسلامي العراقي سنة 1960م.
- عضو مؤسس لجمعية المؤلفين والكتاب العراقيين.
- عضو مؤسس لجمعية الخطاطين العراقيين.
- عضو مؤسس لجمعية منتدى الإمام أبي حنيفة في الأعظمية.
- أنتدب خبيراً في شؤون المصاحف في وزارة الأوقاف العراقية.
- أنتدب خبيراً في فن الخط العربي وتاريخه في وزارة الأعلام والثقافة العراقية.
- اشتغل خطاطاً في المجمع العلمي العراقي، ومصححاً في مطبعتها لمدة عشرين سنة.
- كان رئيساً لنادي التربية الرياضي في الأعظمية لمدة خمس سنوات، وقد فاز النادي ببطولة العراق في المصارعة.[3]
- نشر الكثير من الكتب والمقالات والقصائد الشعرية والبحوث في النقد الأدبي واللغة والتاريخ والفن في عدد من المجلات العربية منها:
  - مجلة الوعي الإسلامي في الكويت.
  - مجلة المجتمع في بيروت.
  - مجلة المجمع العلمي العراقي.
  - مجلة الرسالة الإسلامية في بغداد.
  - مجلة التربية الإسلامية في بغداد.

## بلدان زارها
ذاع صيت وليد الأعظمي وانتشرت قصائده وأشعاره في العالم العربي كله، وكان الشباب المسلم يترنم بها في كل مكان وينشدها في المناسبات.
وأسهم بإلقاء الكثير من القصائد في البلدان التي زارها مثل: الكويت، وسوريا، والأردن، وفلسطين، ومصر، والجزائر، والسعودية، والإمارات، وإيران، واليمن وغيرها.

## كتب ألفت عنه
صدرت عنه رسائل جامعية منها:
- رسالة الماجستير للطالب ناجي محمد ناجي السوري من جامعة الجزيرة بالسودان برسالة عنوانها (وليد الأعظمي - حياته وشعره) سنة 2002م.
- وكتاب سيرة وليد الأعظمي تأليف الشاعر العراقي فالح الحجية.
- كما صدرت عنه رسالة ماجستير من جامعة أم القرى بمكة المكرمة تحت عنوان (شعر وليد الأعظمي ـ دراسة موضوعية فنية)، للباحث فلاح بن مرشد بن خلف العتيبي سنة 1432هـ 2011هـ.
- كتاب: يا فتية القدس، قدم فيه جابر قميحة دراسة عن (فلسطين في شعر وليد الأعظمي) الذي أوقف قلمه وشاعريته لقضايا المسلمين وفي القلب منها قضية فلسطين التي كان مسكوناً بحبها، مشغولاً بهمومها طيلة حياته، وظل هذا الهوى يهيمن عليه ويسكنه، فلا تكاد تخلو قصائده - على اختلاف موضوعاتها - من ذكر فلسطين مأساة ونضالاً. وقد نشر عام 2004، 224 صفحة، عن مركز الإعلام العربي.[11]

## قالوا عنه
- عبد الله العقيل: «إن الأخ الشاعر وليد الأعظمي لم تزده الأحداث، ولا تعاقب الأيام، إلا إصراراً على التمسك بالحق، والدعوة إلى الحق، واحتساب ذلك عند الله عز وجل. وهو لم يتلون مع المتلونين، ولم يخضع للسلاطين، وظل شاهراً سيفه، ينافح عن الإسلام ديناً، وعن المسلمين أمةً، في أي صقع من أصقاع الأرض وُجدوا، تؤرقه مشكلاتهم، ويتألم لمعاناتهم، ويستنهض الهمم لنجدتهم، والوقوفِ إلى جانبهم.» [3][12]
- يقول الدكتور محسن عبد الحميد: «ومن هنا فلا أبالغ إذا قلت بأنني أعد وليد الأعظمي أحد الشعراء الثلاثة في العصر الحديث: إقبال والأميري ووليد الذين انحازوا بشعرهم كله وبكيانهم كله إلى الحق والإسلام.. الأول من خلال شعر فلسفي ساطع، والثاني من منطلق خيال شعري رائع، والثالث من ومضات ألق عاطفي متأجج».[13]
- قال عنه الداعية نور الدين الواعظ ابن الشيخ رضا الواعظ: «هو شاعر الحقائق وليس بشاعر الشباب، كما اشتهر لأنه يتناول الحقائق بإسلوبه الأدبي الخاص، فيهز المشاعر، ويفجر العواطف، ويحلق بها في أجواء الإيمان الرحيبة».[14]
- يقول جابر قميحة: "وليد الأعظمي شاعر عراقي باعتبار المولد، ولكنه شاعر عربي إسلامي باعتبار العقيدة والمنهج والسلوك والواقع الذي يعيشه، وأدائه الفني فكراً ولغة ووجداناً، فهو كما وصفه بحق الدكتور يوسف القرضاوي: "شاعر الشعب يشدو له حين يفرح، ويبكي حين يأسى، ويزأر من أجله حين يُظلم، ويصرخ صراخ الحارس اليقظ إذا أهدرت حقوقه، أو ديس في حماه، وشعبه هم المسلمون في كل مكان، عرباً كانوا أم عجماً، بيضاً كانوا أو سوداً، رجالاً كانوا أم نساء، وهو أيضاً شاعر الإسلام، وكل شاعر حقيقي للشعب، لابد أن يكون شاعراً للإسلام، فالإسلام هو دين الشعب ومنهجه الذي ارتضاه الله له، وارتضاه هو لنفسه بمقتضى عقد الإيمان". [بحاجة لمصدر]

## من قصائده

### من آخر قصائده
قصيدة نشرتها جريدة دار السلام قبل وفاته وأبدى فيها أسفه ولوعته لما يحصل في بغداد من مآسي وكروب:

## وفاته
توفي وليد الأعظمي في بغداد مطلع السنة الهجرية 1425 الموافق شهر شباط 2004م، وشيع بموكب مهيب حضرهُ العلماء والأدباء وصلى صلاة الجنازة عليه في جامع الإمام الأعظم جمع غفير من أهالي الأعظمية ثم دفن في مقبرة الخيزران.